# Teatro Rex (Barranquilla)
El Teatro Rex es una edificación de estilo art decó diseñada como teatro a mediados de los años 1930 por el arquitecto cubano Manuel Carrerá en Barranquilla, Colombia.

## Historia
El teatro fue fundado por David Ferrero y abrió fue inaugurado el jueves 7 de febrero de 1935 con la cinta Seamos o optimistas.
En la década de 1970 empezó a funcionar como teatro porno. En 2008 cerró como teatro. En 2015 fue acondicionado como restaurante y funcionó como tal hasta 2019.

## Arquitectura
La arquitectura art decó tiene como fin evocar la modernidad y los adelantos tecnológicos. Dentro de ese marco, contó con un sistema de refrigeración central, que le dio fama al teatro por su novedad y exclusividad.
La entrada principal se encuentra en la esquina de la carrera 45 con calle 37.